# ألبرت جاي آدامز
ألبرت جاي آدامز (بالإنجليزية: Albert J. Adams) هو مجرم أمريكي، ولد في 22 مايو 1845 في ماساتشوستس في الولايات المتحدة، وتوفي في 1 أكتوبر 1906 في The Ansonia ‏ في الولايات المتحدة.